# Jekaterina Nowizkaja
Jekaterina Georgijewna Nowizkaja (russisch Екатерина Георгиевна Новицкая, engl. Transliteration Ekaterina Georgievna Novitskaya, wiss. Transliteration Ekaterina Georgievna Novickaja, * 1952 in Moskau) ist eine russisch-belgische klassische Pianistin. Mit 16 Jahren gewann sie 1968 den Concours Musical Reine Elisabeth in Brüssel. Nach einem Konzert in Amsterdam am 17. Februar 1978 reiste Nowizkaja nach Belgien und kehrte nicht mehr nach Russland zurück. Sie hatte seit ihrem 1968er Konzertwettbewerb in Brüssel eine enge emotionale Bindung zu dem belgischen Pianisten François-Emmanuel Hervy aufgebaut, den sie später auch heiratete. Mit ihm hat sie fünf Kinder. Nowizkaja hat die belgische Staatsbürgerschaft erworben.
Nowizkaja studierte am Moskauer Konservatorium bei Lew Oborin. 1968 gewann sie dann den Concours Musical Reine Elisabeth als bis dahin jüngste Teilnehmerin. 1985 gab sie ihr Debüt in New York. 1996 organisierte Rostropowitsch für Jekaterina Nowizkaja eine Russlandtournee.